# 钝化
钝化是使金属表面转化为不易氧化的状态，而延缓金属的腐蚀速度的方法。另外，一种活性金属或合金，其化学活性大大降低，而成为贵金属状态的现象，也叫钝化。還有一種工藝，將刀具刃口（铣刀、鑽頭、絲攻...等），做倒圓處理，也叫做鈍化。

## 发现
19世纪中叶，Christian Friedrich Schönbein 发现当一片铁被放入稀硝酸时，会溶解并产生气体，但若事先放入过浓硝酸，则反应速度会大大减慢。